# Acomys minous
Acomys minous es una especie de roedor perteneciente a la familia Muridae endémica de Creta. Se caracterizan por los pelos tiesos y gruesos en la espalda y la cola y una coloración gris en la cara más apreciadas que en otras especies de ratones espinosos. Su color de piel varía de amarillo a rojo, gris o marrón en su cara y  espalda, con la piel blanca en su parte inferior. Se trata de una especie nocturna forrajera, alimentándose principalmente de hojas de césped y semillas, y que tiene sólo un nido muy rudimentario.
La gestación es de entre 5 y 6 semanas, que es inusualmente larga para un múrido. Al nacer, otras hembras ayudan a limpiarlos y asistir a la madre. Los jóvenes están bien desarrollados con los ojos ya abiertos cuando nacen.